# Sherford
Sherford är en by i civil parish Frogmore and Sherford, i distriktet South Hams, i grevskapet Devon i England. Byn är belägen 12 km från Dartmouth. Sherford var en civil parish fram till 1986 när blev den en del av Frogmore & Sherford. Civil parish hade 258 invånare år 1961. Byn nämndes i Domedagsboken (Domesday Book) år 1086, och kallades då Sireford/Sirefort/Sireforda.